# Исламская эсхатология
Исламская эсхатология (араб. علم الأخرويات الإسلامية‎) — представление мусульман о конце света, Судном дне (киямат) и загробной жизни (ахират).

## Загробная жизнь
Ахира́т (араб. الآخرة‎ — конец, последний, будущая жизнь) — в исламской эсхатологии потусторонний мир, единственно вечная и важная жизнь для человека. Арабское слово «ахира» означает «конец», «то, что бывает после», «последний день». Этим словом мусульмане называют конец этого земного мира, а также, новую, бесконечную жизнь, начинающуюся после смерти.
Ахират начинается с Малого (смерть) или Большого Конца Света, включает в себя Судный день (киямат), рай (джаннат), и ад (джаханнам). Большим Концом Света называют период времени, который длится от первого до второго звучания трубы (сур) ангела Исрафила.
Ахират противопоставляется земной жизни (дунья). Синонимом ахират является термин аль-маад. Концепция противопоставления земной жизни ахирату была одной из основных идей в проповедях пророка Мухаммада, который пытался убедить своих соотечественников в том, что существует мир, в котором придётся давать ответ за всё содеянное. В мусульманском богословии разработка концепции ахирата велась в направлении противопоставления вечному миру (дар аль-бака) и земной жизни (дар ал-фана), а также детализация представлений об ахирате (рай, ад, воскрешение, Судный день и др.).

### Барзах
Барзах (араб. برزخ‎ — преграда) — в исламской эсхатологии промежуточное состояние, в котором пребывает человеческая душа в период между смертью и днём воскресения.

### Рай
Джа́ннат (араб. جنّة‎ —  сад‎) — в исламской эсхатологии, прекрасный сад, в котором после Судного дня (киямат) будут вечно пребывать мусульмане-праведники. В Коране и сунне пророка Мухаммада даётся описание рая, его уровней и особенностей.
После Судного дня (киямат) верующие попадут в рай, а неверующие будут вечно гореть в аду. В раю люди будут вечно наслаждаться благами, уготованными им Аллахом. Главной наградой для обитателей рая будет созерцание Господа. Аллах создал рай и ад до сотворения творений, и они не будут уничтожены..
В исламском предании имеются сведения о том, что все обитатели рая получат то, что невозможно себе представить и описать словами. Исламские богословы (Алимы) считают, что описания в Коране и сунне рая и ада отражают лишь приблизительные представления на уровне человеческих понятий, а их истинная сущность непостижима и будет прояснена только после Божьего Суда. Все представления о загробной жизни принимаются мусульманами к сведению, с оговоркой того, что истинная сущность всего этого известна только Аллаху.
Рай имеет огромные размеры. Он создан из серебряных и золотых кирпичей с ароматным запахом мускуса. Люди, пребывающие в раю не будут испытывать никаких проблем и трудностей. В хадисах упоминается райское дерево Туба и множество других деревьев, стволы которых состоят из золота.
В раю будет существовать супружеская жизнь, но дети рождаться не будут. Обитатели рая будут есть и пить. В числе угощений будет и райское вино, которое не будет пьянить. Испражнения будут выходить из людей посредством особого пота, подобного мускусу. Райские дома подобны шатрам гигантской величины, сделанные из яхонта, жемчуга и других камней. Праведники будут одеты в одежды из шёлка, атласа и парчи. На них также будут украшения из золота.
В Коране также упоминается лицезрение Аллаха: «Лица в тот день сияющие, на Господа их взирающие». Суннитские богословы (Алимы) считают обязательным верить в то, что праведники увидят Аллаха в раю. В сборниках хадисов аль-Бухари, Муслима, Абу Давуда и ат-Тирмизи (да будет доволен ими Аллах) приводятся хадисы, в котором говорится: «Вы будете видеть вашего Господа так, как вы видите луну, и никаких затруднений вам в этом не будет. И не будет никаких преград между Ним и вами». Возможность лицезрения Аллаха будет вершиной райских благ.
В раю имеются 4 сада (Адн, Фирдаус, Мава, и Найм) и 4 реки (Сальсабиль, Тасмим, Маин и Каусар). На самом верхнем уровне находится Фирдаус, выше которого уже начинается Трон Аллаха (арш). В райских реках текут вода, молоко, райское вино и мёд.

### Ад
Джаха́ннам (араб. جهنم‎ — ад) — в мусульманском учении наиболее распространённое название геенны или ада.

## Судный день
Киямат (араб. يوم القيامة‎, йаум аль-кийа́мах — день стояния) — в исламской эсхатологии день Божьего суда, когда все люди получат воздаяние за свои дела. Вера в Последний День является одним из неотъемлемых элементов исламского вероубеждения.
Киямат начнётся с двух трубных гласов (сур) со стороны ангела Исрафила. Первый возвестит об уничтожении всех творений Аллаха, а второй — о воскрешении человечества и начале Божьего суда. В день киямата все творения предстанут перед Аллахом и будут отвечать за совершённые ими деяния. О киямате много говорится в Коране и сунне пророка Мухаммада.

### Время наступления
Судный час не наступит до тех пор, пока не сразятся две огромные армии, которые понесут большие потери и при этом будут исповедовать одну и ту же веру; пока не появятся около тридцати лжецов, каждый из которых будет называть себя посланником Аллаха; пока Аллах не поднимет от людей (не исчезнет) религиозное знание; пока не участятся землетрясения; пока не ускорится время; пока не появится смута (испытания); пока не участятся убийства; пока вы не станете купаться в роскоши, потому что вашего богатства будет настолько много, что хозяин имущества будет беспокоиться из-за того, что никто не принимает его пожертвований, а когда он попытается раздать милостыню, то ему ответят: «Я не нуждаюсь в этом»; пока люди не станут состязаться в строительстве высоких домов; пока проходящий мимо могилы человек не скажет: «Лучше бы я оказался на его месте»; и пока солнце не взойдёт с запада. А когда оно взойдёт, люди увидят это и уверуют все как один, но им эта вера не поможет. 
Точное время наступления киямата никому, кроме Аллаха, неизвестно. Мусульмане считают, что мудрость (хукм) сокрытия Всевышним Аллахом точного времени заключается в постоянной готовности людей к нему. Многие люди спрашивали своих пророков о наступлении этого Дня, но никто не называл им точной даты. В Коране об этом сказано так: «Они спрашивают тебя о Часе: „Когда он наступит?“ Скажи: „Воистину, знание об этом принадлежит только моему Господу. Никто, кроме Него, не способен открыть время его наступления. Это знание тяжко для небес и земли. Он настанет внезапно“. Они спрашивают тебя, словно тебе известно об этом. Скажи: „Воистину, знание об этом принадлежит одному Аллаху, но большая часть людей не знает этого“.»

### Большие признаки наступления Судного Дня
В сунне пророка Мухаммада передаётся о десяти больших признаках наступления киямата:
1. Восход солнца с Запада;
2. Сошествие Тумана (духан);
3. Появление существа Даббат аль-Ард;
4. Нашествие Яджуджа и Маджуджа (Гога и Магога);
5. Появление Даджала;
6. Пришествие Исы;
7. Три раскола земли, один на западе;
8. Один на востоке;
9. Один в Аравии;
10. Выход огня в Адене, который погонит людей к месту собрания[30].

### Трубный глас
Непосредственно перед Концом Света (Яум аль-Кыйама, араб. يوم القيامة‎, букв. «День воскрешения») люди услышат звук трубы Су’ур, в которую протрубит ангел Исрафил.
Страшный звук трубы умертвит все живые существа, и на земле произойдёт страшная буря, сильное землетрясение. Рухнут не только постройки людей, но и разрушатся до основания все горы. Конец Света коснётся не только Земли. Нарушится гармония всего мироздания и в результате катаклизма произойдёт переустройство всей Вселенной. По прошествии определённого времени, отпущенного на такое переустройство ангел Исрафил вторично дунет в трубу Су’ур. После второго гласа Су’ур, воскреснут все мёртвые и будут призваны на поле Махшар, где Всевышний Аллах будет вершить Свой Справедливый Суд. Каждому воскресшему будет вручена книга с его деяниями, которые записывались при их жизни ангелами — «Кирамен Катибин». Воскресшие ознакомятся со своими делами и будут по ним судимы.

### Весы
Вера в Судный День, — это также и вера в существование Весов — мизана. Будут взвешены на тех Весах все добрые дела и грехи. Ничто нельзя будет утаить. Ни даже самую малость. Об этом сказано в Коране: «И устроим Мы весы для дня воскресения. Не будет обижена душа ни в чём; хотя было бы это весом горчичного зерна, Мы принесём и его. Достаточны Мы как счётчики!».

### Заступничество
Это также и вера в ходатайство (заступничество), в существование моста Сырат, водоёма Каусар, в Рай и Ад. После Суда, будем мы распределены согласно делам нашим. Одни войдут в Рай, другие будут брошены в Ад:
«Мы — ваши друзья в здешней жизни и в будущей. Для вас там — то, что пожелают ваши души, и для вас там — то, что вы потребуете».

### Мост Сират
Сира́т (араб. الصراط‎ — ас-сира́т) — в исламской эсхатологии, мост, который расположен над огненной преисподней. Мост Сират очень тонкий и не превышает размеры волоса и острия лезвия меча.
Слово «сират» в Коране встречается более сорока раз в значении «прямой путь» (араб. الصراط المستقيم‎ — ас-сира́та ль-мустаки́м). Шииты-имамиты считают, что коранический «сират аль-мустаким» — это верность и преданность Алидам.
Согласно преданию, в Судный день все люди должны будут пройти по мосту Сират. Праведные мусульмане «с быстротой молнии» перейдут по мосту в рай к источнику Каусар, а неверные и грешники не смогут пройти по нему и упадут в ад.
Согласно концепции Судного дня шиитов-имамитов в День воскресения (киямат) справа от моста будет пророк Мухаммад, а слева — Али ибн Абу Талиб. Данное представление основано на кораническом стихе: «Вдвоём бросайте в Геенну каждого упрямого неверующего»
Согласно представлениям шиитов в рай пройдут лишь те, кто получит фирман (указ) от Али ибн Абу Талиба.